# Sitnikovaella schevelevae
Sitnikovaella schevelevae är en plattmaskart som beskrevs av Timoshkin OA 200. Sitnikovaella schevelevae ingår i släktet Sitnikovaella och familjen Rhynchokarlingiidae. Inga underarter finns listade i Catalogue of Life.